# Ентронкаменто
Ентронкаменто (порт. Entroncamento) је значајан град у Португалији, смештен у њеном средишњем делу. Град је важно насеље у саставу округа Сантарем, где чини једну од општина.
Ентронкаменто је познат као важно железничко чвориште у држави.

## Географија
Град Ентронкаменто се налази у средишњем делу Португалије. Од главног града Лисабона град је удаљен 120 километара северно, а од Портоа град 230 јужно. 
Рељеф: Ентронкаменто у долини реке Тежо, на приближно 35 m надморске висине. Око града се пружа заталасано подручје, које је плодно и густо насељено.
Клима: Клима у Ентронкаменту је средоземна.
Воде: Ентронкаменто се налази непосредно уз реку Тежо, која на датом месту правио заокрет из тока исток-запад ка југу. У околини има и више мањих водотока.

## Историја
Подручје Ентронкамента насељено још у време праисторије. Развој савременог насеља везан је за другу половину 19. века, када је овуда прошла пруга Лисабон - Мадрид. Ентронкаменто је добио градска права 1991. године.

## Становништво
По последњих проценама из 2011. г. општина Ентронкаменто има око 20 хиљаде становника, сви на градском подручју. Општина је густо насељена.

## Галерија
- Главна трговачка улица
- Парњача као споменик у парку
- Веома важна градска грађевина - железничка станица
- Градска кућа